# 桑皮尼莱马朗日
桑皮尼莱马朗日（法語：Sampigny-lès-Maranges，法語發音：[sɑ̃piɲi lɛ maʁɑ̃ʒ]，意为“马朗日附近的桑皮尼”）是法国索恩-卢瓦尔省的一个市镇，属于索恩河畔沙隆区。

## 地理
桑皮尼莱马朗日（46°54'20"N, 4°39'10"E）面积2.7 平方千米，位于法国勃艮第-弗朗什-孔泰大區索恩-卢瓦尔省，该省份为法国中部省份，北起顺时针与科多尔省、汝拉省、安省、罗讷省、卢瓦尔省、阿列省和涅夫勒省接壤。
与桑皮尼莱马朗日接壤的市镇（或旧市镇、城区）包括：德济兹莱马朗日、巴黎洛皮塔勒、圣塞尔南迪普兰。
桑皮尼莱马朗日的时区为UTC+01:00、UTC+02:00（夏令时）。

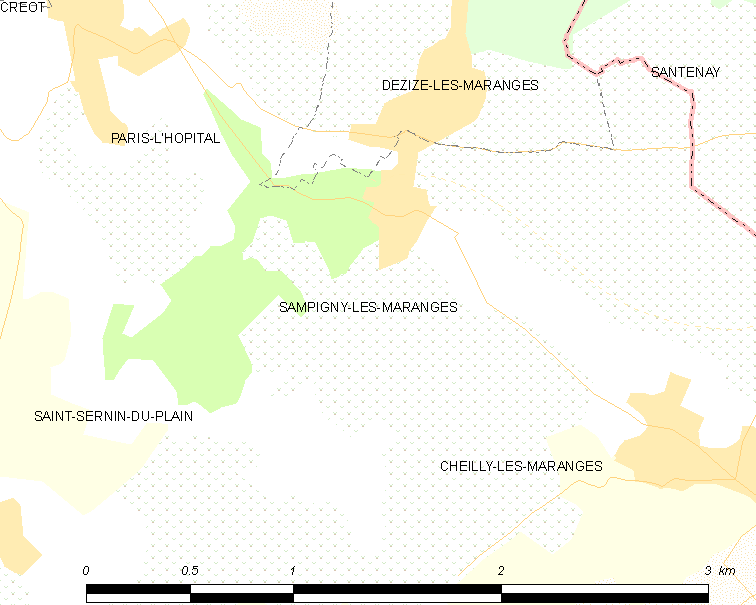
桑皮尼莱马朗日的OSM定位图

## 行政
桑皮尼莱马朗日的邮政编码为71150，INSEE市镇编码为71496。

## 政治
桑皮尼莱马朗日所属的省级选区为沙尼县。

## 人口

1962-2008年间桑皮尼莱马朗日人口变化图示

桑皮尼莱马朗日于2022年1月1日时的人口数量为134人。